# Bạc iodide
Bạc iodide là một hợp chất giữa bạc và iod, có công thức hóa học AgI, không tan trong nước. Hợp chất này là chất rắn có màu vàng đậm nhưng các mẫu có chứa bạc kim loại lẫn vào nên có màu xám. Bạc iodide được sử dụng làm chất sát trùng và chất gom mây tạo mưa nhân tạo.

## Điều chế

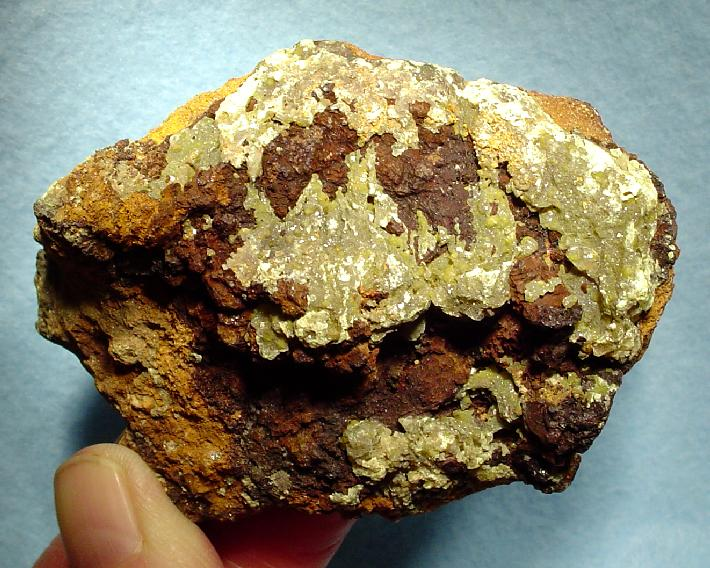
Các tinh thể màu vàng trên mẫu khoáng vật này là iodargyrit, một dạng tự nhiên của β-AgI

Ta thu được bạc iodide khi cho dung dịch muối bạc (ví dụ: bạc nitrat AgNO3) tác dụng với dung dịch muối iodide (ví dụ: kali iodide KI). Chất kết tủa màu vàng nhạt sẽ xuất hiện, đó là AgI.
{\displaystyle {\ce {AgNO3 + KI -> AgI v + KNO3}}}
- Nếu hòa tan AgI trong axit HI rồi làm loãng chúng thì thu được β-AgI[2].
- Nếu hòa tan AgI trong dung dịch AgNO3 đặc thì thu được α-AgI[2].

Trong quá trình tiến hành thí nghiệm, nếu có mặt ánh sáng mặt trời thì chất kết tủa AgI nhanh chóng sậm màu bởi vì ánh sáng sẽ chuyển các ion bạc sang dạng kim loại.

## Mưa nhân tạo

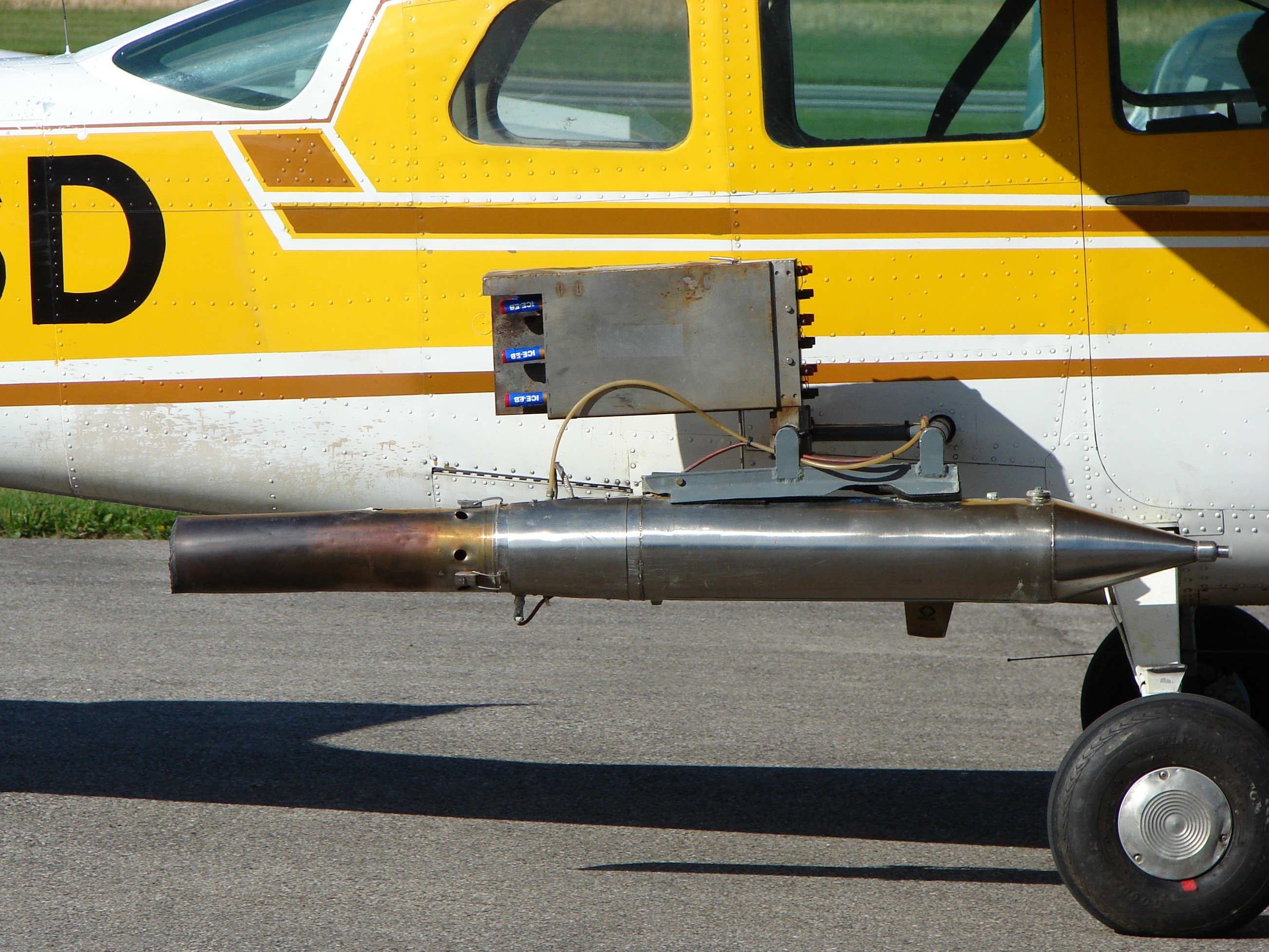
Máy bay Cessna 210 được trang bị một máy phát bạc iodide để gây mưa nhân tạo

Khoảng 50.000 kg bạc iodide ở dạng cấu trúc β-AgI được dùng để tạo nên những cơn mưa nhân tạo hằng năm, và mỗi thí nghiệm như vậy tiêu tốn khoảng 5–10 g.

## An toàn
Tiếp xúc quá mức với bạc iodide có thể dẫn đến chứng sạm da do bạc, đặc trưng bởi sự đổi màu cục bộ của mô cơ thể.

## Hợp chất khác
AgI còn tạo một số hợp chất với NH3, như AgI·NH3 là tinh thể trắng hay AgI·2NH3 là chất rắn màu trắng, dễ bị phân hủy bởi không khí. Nó rất khó điều chế bằng cách cho hai chất tác dụng với nhau.
AgI còn tạo một số hợp chất với CS(NH2)2, như AgI·CS(NH2)2 là tinh thể màu trắng.